# Tomte

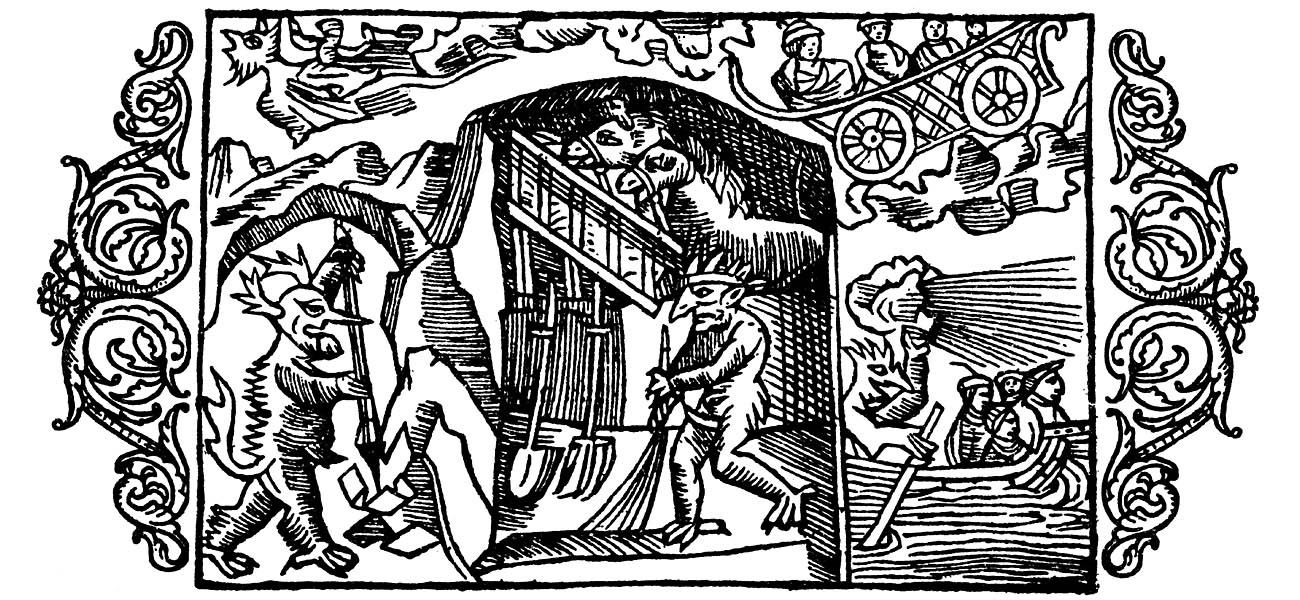
Een tomte bewerkt ondergronds stenen, een tomte in de paardenstal en een tomte op een schip
boven: een heks op een draak en een vliegende kar zonder paarden
Olaus Magnus, 1555

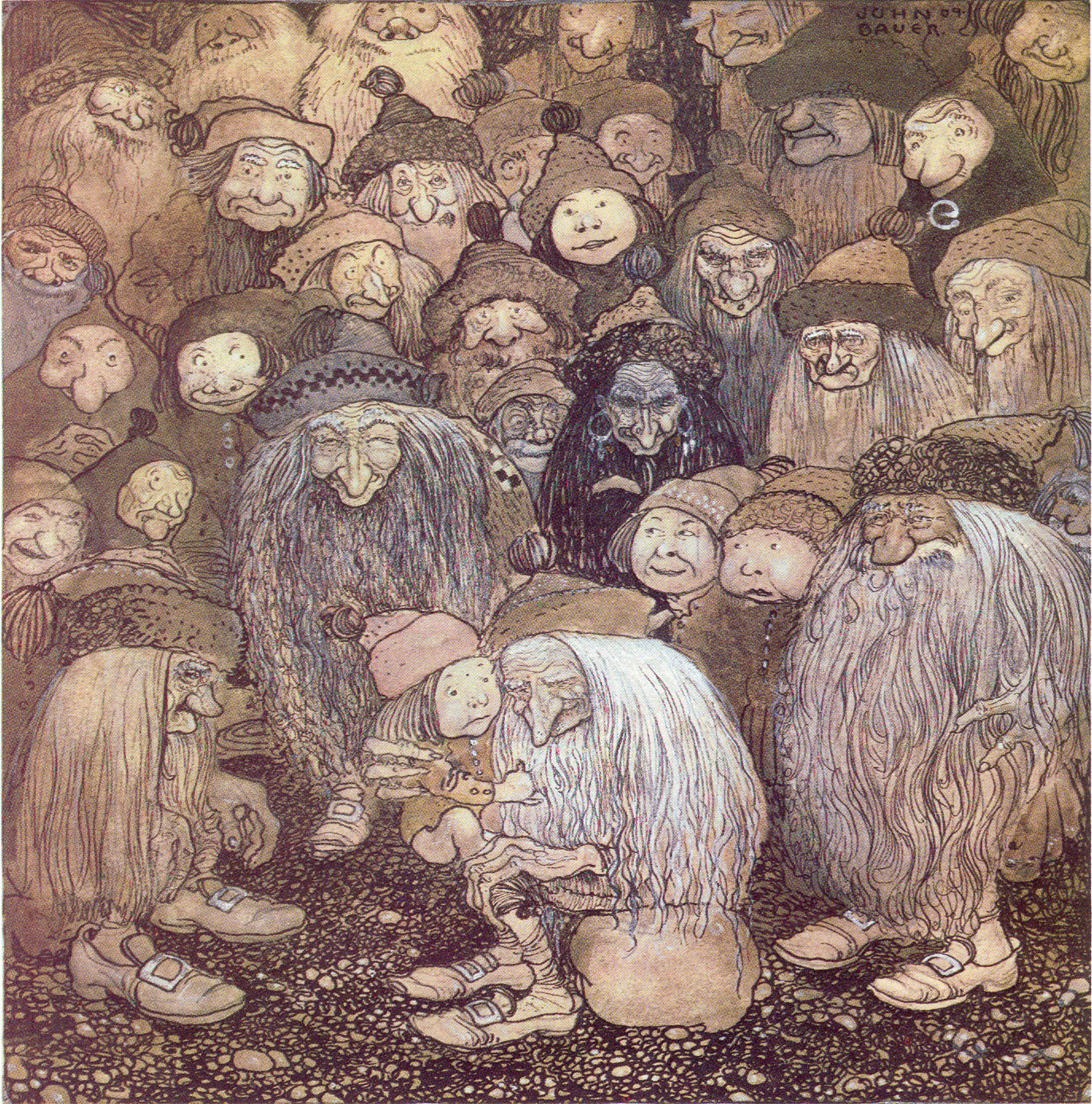
Tomtepojken vraagt: Maar hoe kom ik in de berg?, John Bauer, 1909

Een tomte of nisse is een soort kabouter of elf uit Scandinavië. In de noordse folklore was de nisse de ziel van de eerste bewoner van de boerderij. De nisse bewoonde de grafheuvels rond de boerderij. Als de nisse niet goed behandeld werd, vertrok het wezen.

## Kenmerken
Het schenken van voedsel en kleding speelt een rol in de omgang met de nisse (zie ook de kabouters, brownies en hobgoblins en de huis-elf).

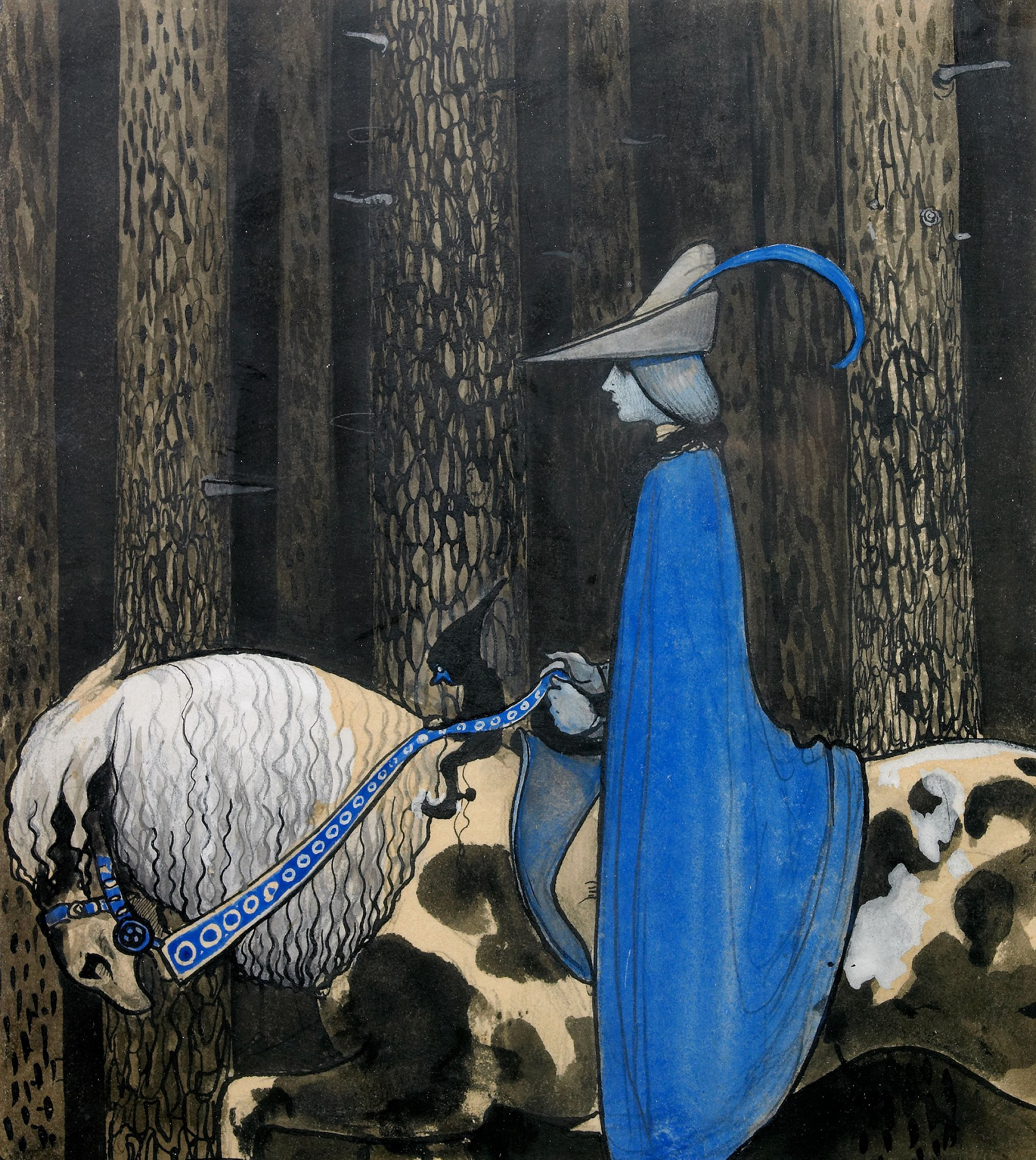
Tomte en man op paard

De nisse kan van vorm veranderen. Ook zijn er verhalen waarbij het wezen slechts één oog heeft zoals een cycloop. De nisse zorgt voor dieren en houdt vooral van paarden. Ook andere mythische wezens staan in nauw verband met paarden, zoals de saci, mare of nachtmerrie.
Een bijnaam voor de nisse is Nils of Niels, de Scandinavische naam voor Nikolaus of Nicolaas – zie ook Nils Holgersson en Holger de Deen. Er zijn uitdrukkingen bekend als Nisse god dräng (Nisse goede man, zoals Robin Goodfellow).
Andere namen zijn lille Niels, Niels gårdbo, gårdbo, gårdbukken, tonttu (Fins), gardvord (tuinbewaker), god bonde (goede boer), fjøsnisse (boerderijkabouter), gårdsrå (tuingeest) en Puge. Robin Goodfellow is een Puca of Puck, een bosgeest vergelijkbaar met de witte wieven. Puge, Puca en Puck komt van "pwca" of "pwca", zie ook pixie-piskie. In IJsland is púki een kleine duivel. Puck speelt een rol in A Midsummer Night's Dream en Faust.
Kenmerken komen overeen met de Haltija en Lubber fiend. Soms wordt de nisse omgevormd tot goblin, kobold of trol.
Er zijn verhalen bekend waarin buren elkaar beschuldigen van het houden van een nisse, omdat hun oogst om onverklaarbare redenen beter was. Dit kon erg kwalijke gevolgen hebben voor de beschuldigde, vergelijkbaar met de heksenjacht tijdens de inquisitie.

## Soorten

### Julenisse

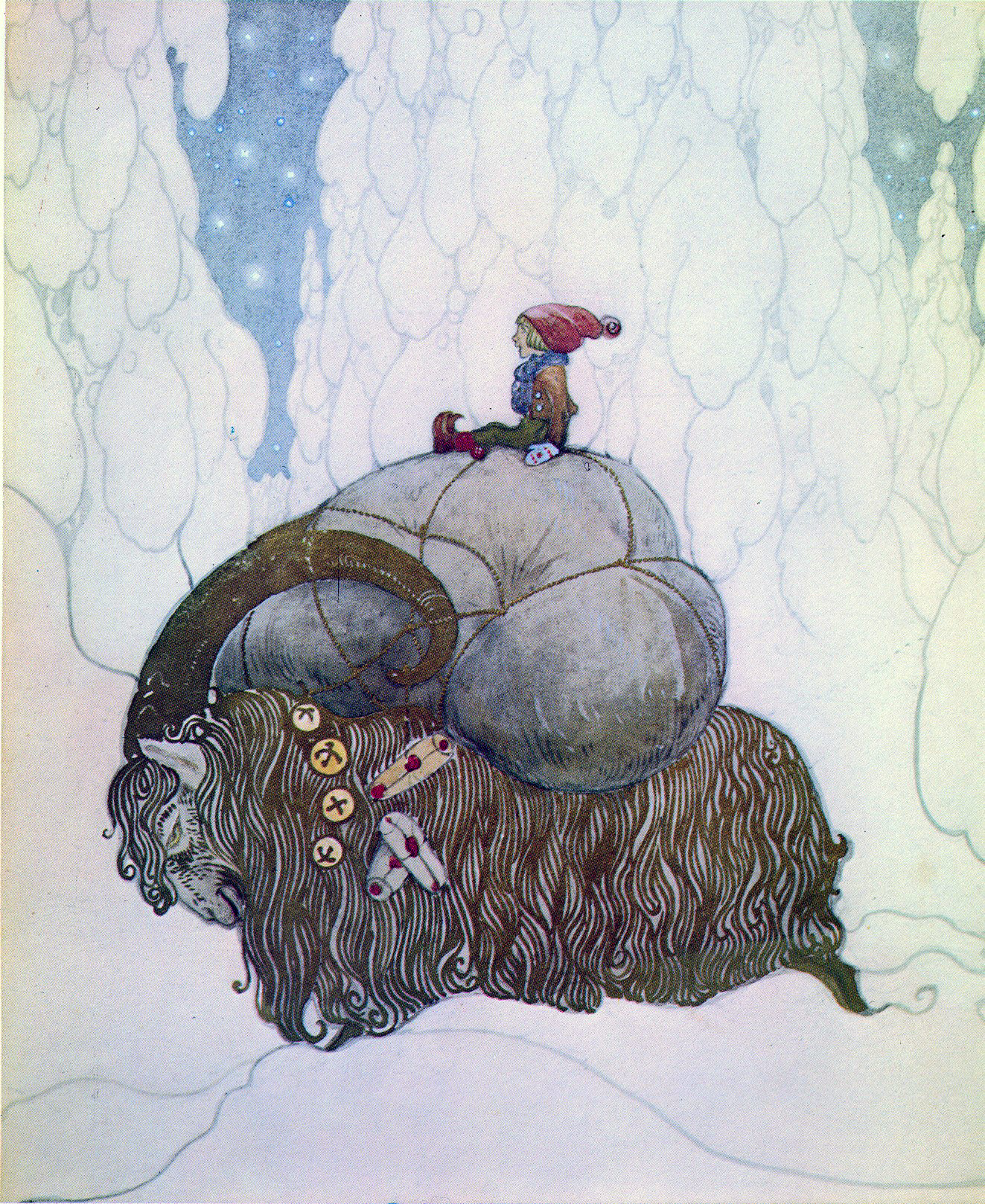
Julbocken, John Bauer, 1912

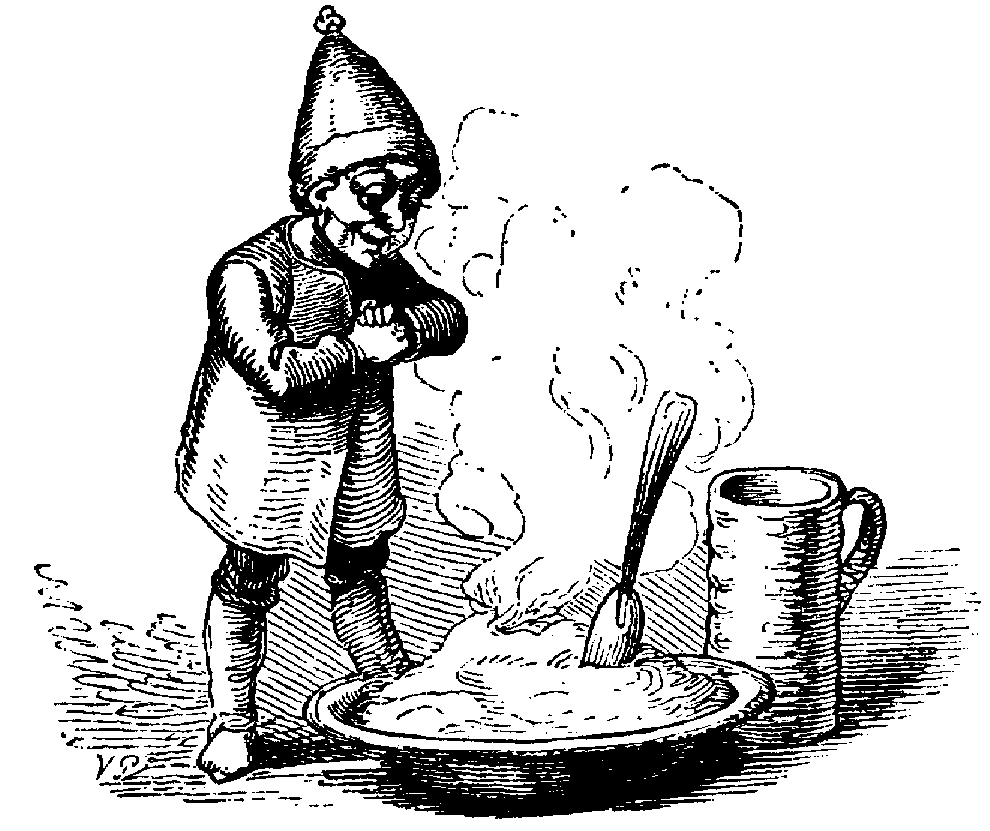
Het kaboutertje bij de spekslager, Vilhelm Pedersen

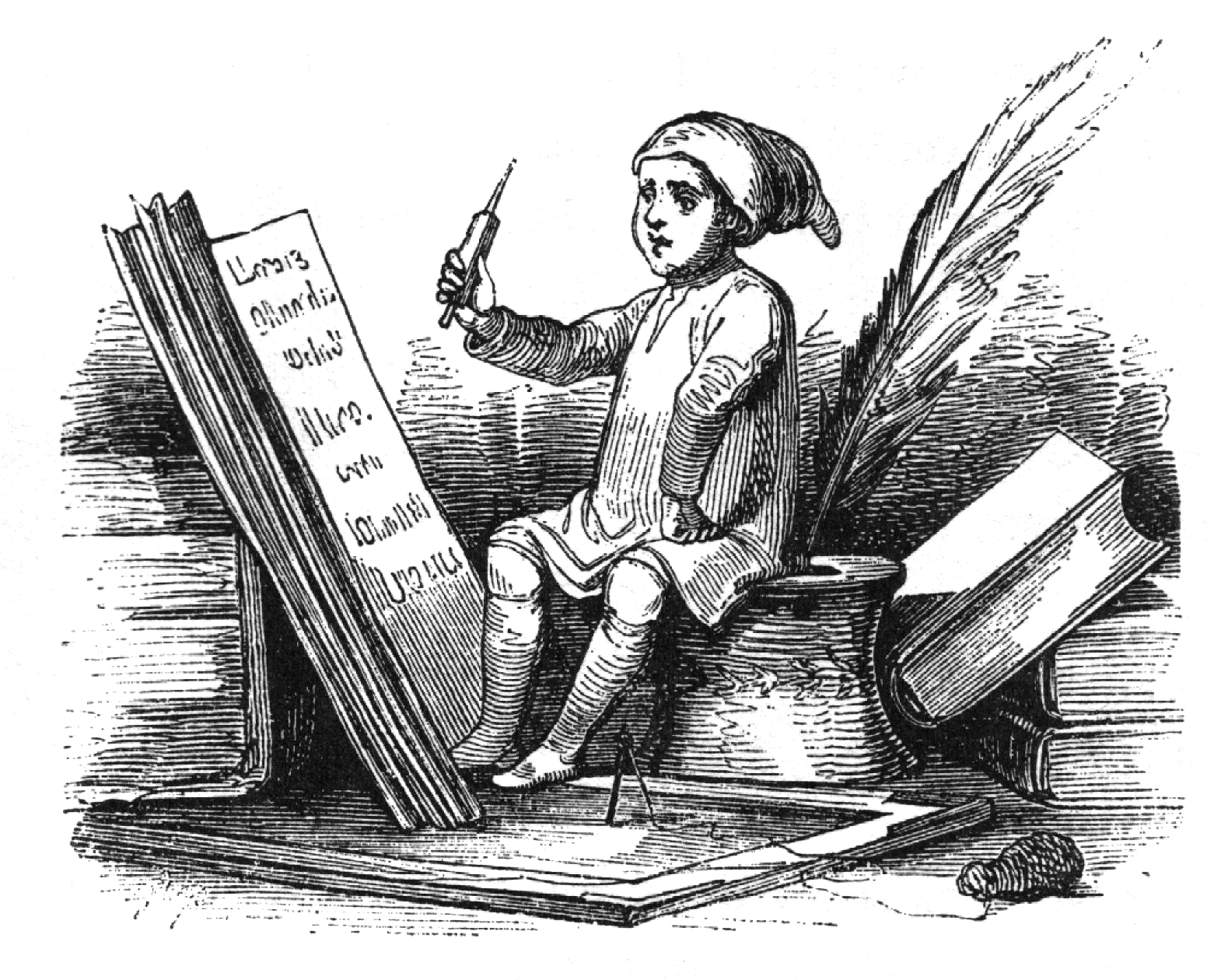
Het kaboutertje en de juffrouw, Vilhelm Pedersen

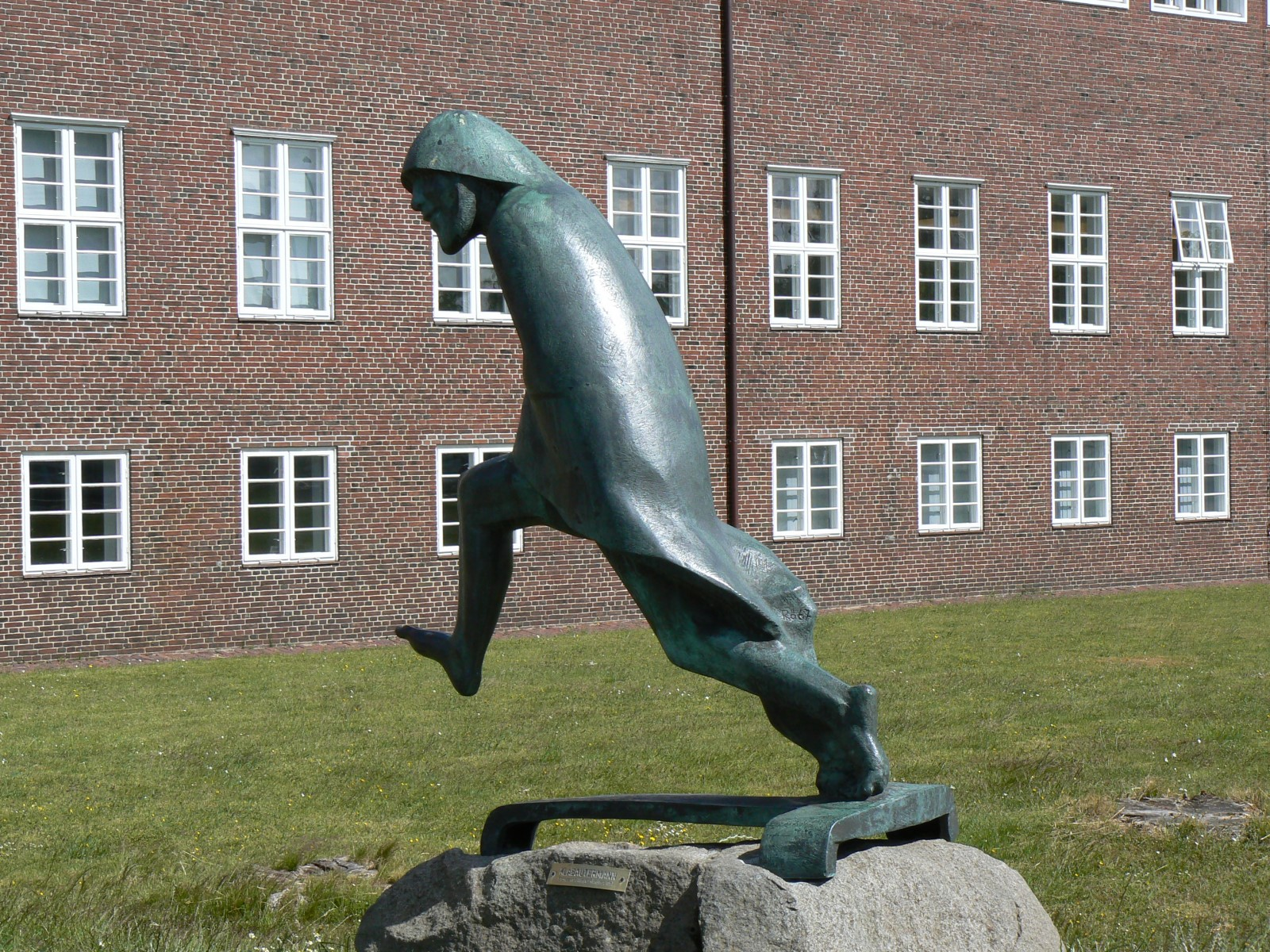
De Klabautermann voor het Ludwig-Nissen-Haus in Husum

De julenisse speelt een rol bij het joelfeest/kerstmis en wordt in verband gebracht met de kerstman en julbocken. Er zijn overeenkomsten met de lutin uit Frankrijk (de kabouter die Père Noël begeleidt en onzichtbaar kan worden door zijn rode hoed met twee witte veren).
Er wordt voedsel in de kerstboom en voor de schoorsteenmantel gehangen, vaak in een sok. De gebruiken worden soms in verband gebracht met de duivel, zie ook De grafheuvel van de gebroeders Grimm (hier wordt de duivel heer met de rode veer, schoorsteenveger en Zwartjan genoemd en er wordt door hem een geschenk gegeven in een schoen).
Het gebruik om pap aan de nisse te geven tijdens kerst kan gezien worden als overblijfsel van voorouderverering. In deze periode rondom midwinter kwam ook de Wilde Jacht, een luidruchtige en razende jachtstoet van overledenen. Deze jachtstoet werd voorgegaan door verschillende figuren zoals Wodan, Odin, Cernunnos, Vrouw Holle, Harlekijn of Satan).
In Nederland is een soortgelijk gebruik rondom Sinterklaas, waar voedsel voor het paard van Sinterklaas in schoenen wordt gestopt. Ook de Nederlandse Zwarte Piet, de Duitse Schimmelreiter of Knecht Ruprecht, de Italiaanse La Befana en de IJslandse Grýla en de Jólasveinar belonen en straffen kinderen.
In Zuid-Jutland speelt Nis Puk een rol met kerst.

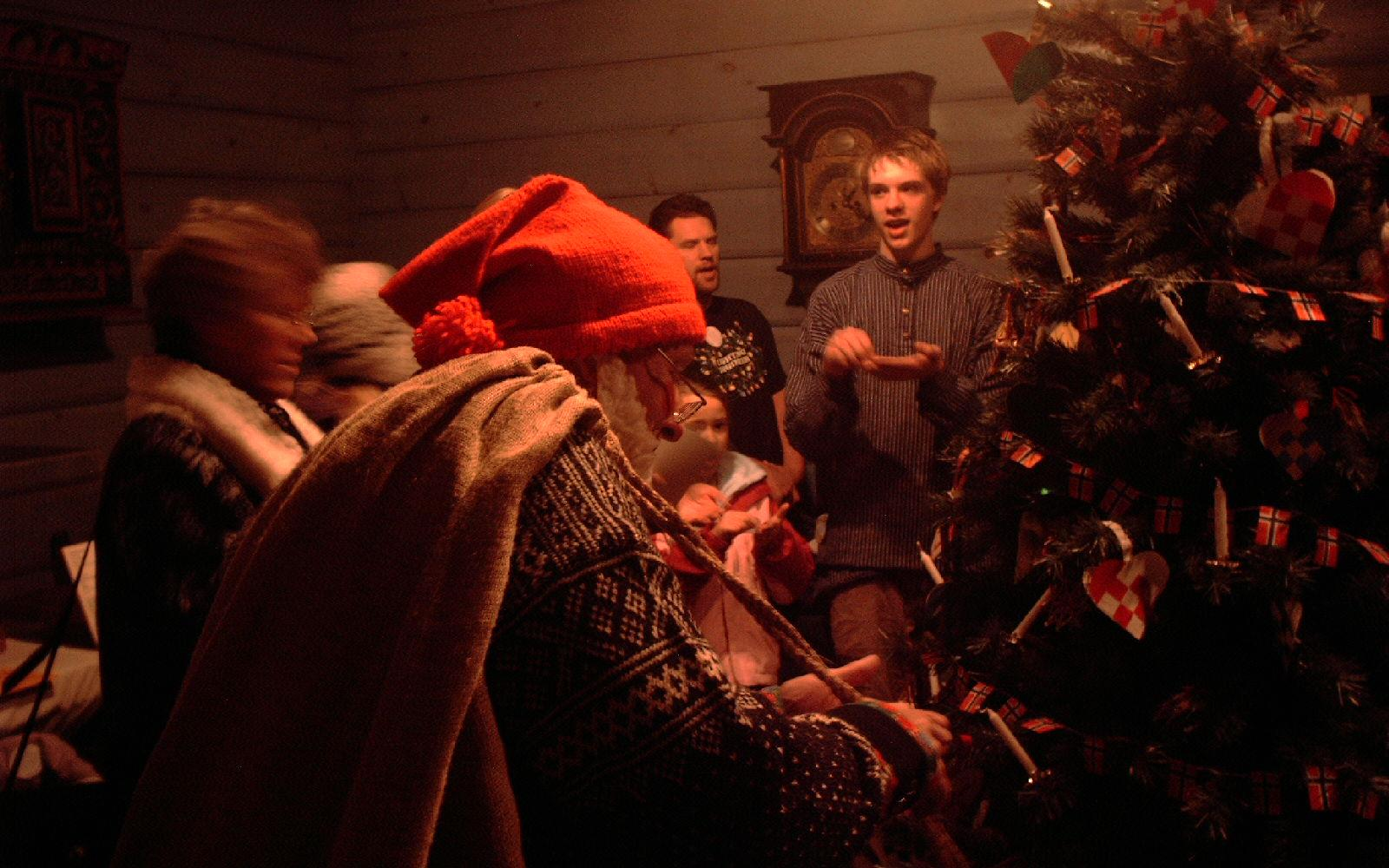
Tijdens het joelfeest wordt een lied gezongen voor de julenisse
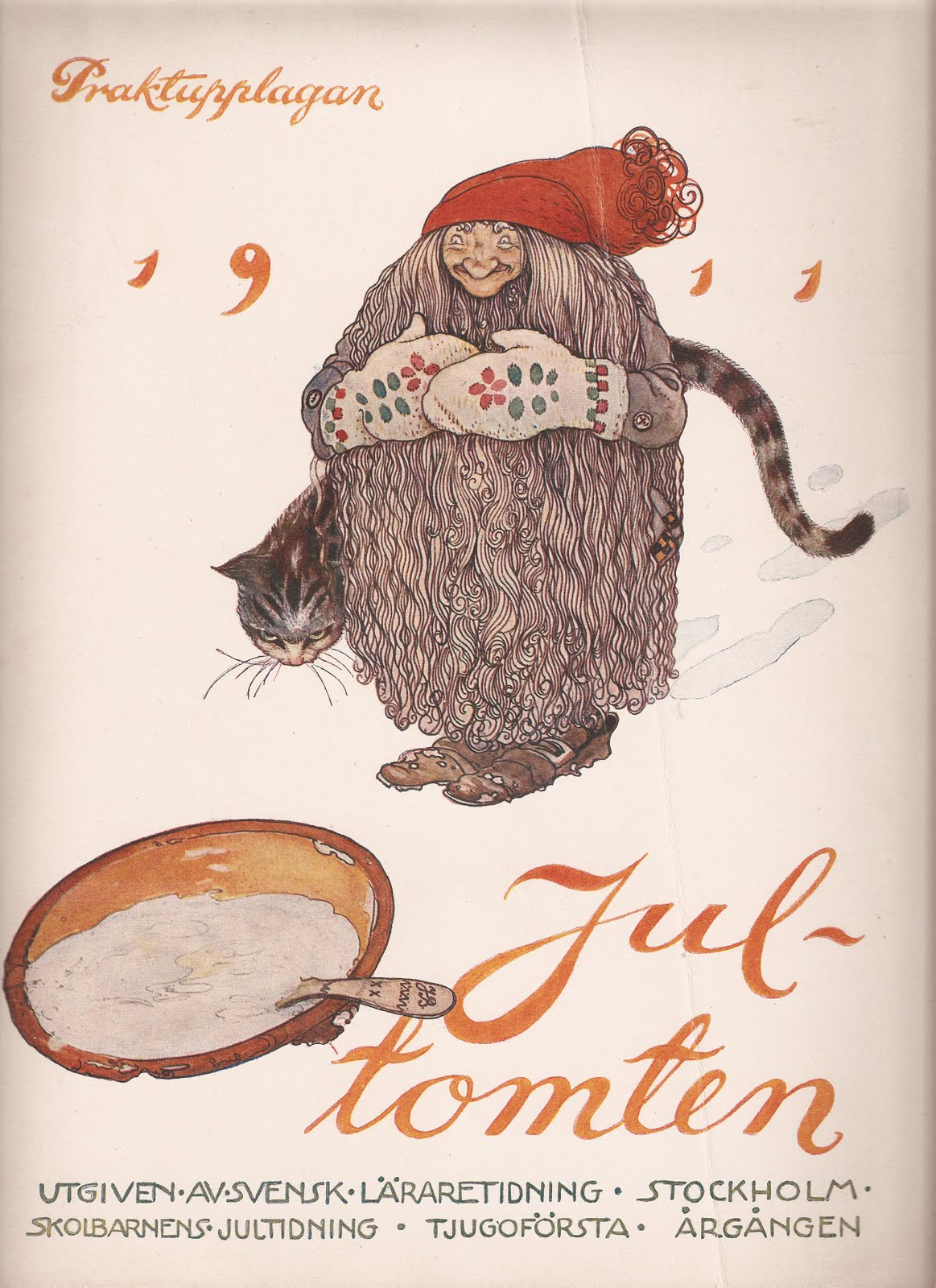
Jultomte met bordje pap, John Bauer

### Kirkenisse
De kirkenisse ("kerk-nisse") woont in de kerk of pastorie en zorgt ervoor dat kerken schoon blijven.

### Gårdnisse
De gårdnisse ("boerderij-nisse") woont, altijd alleen, in een stal of huis en helpt de mens.

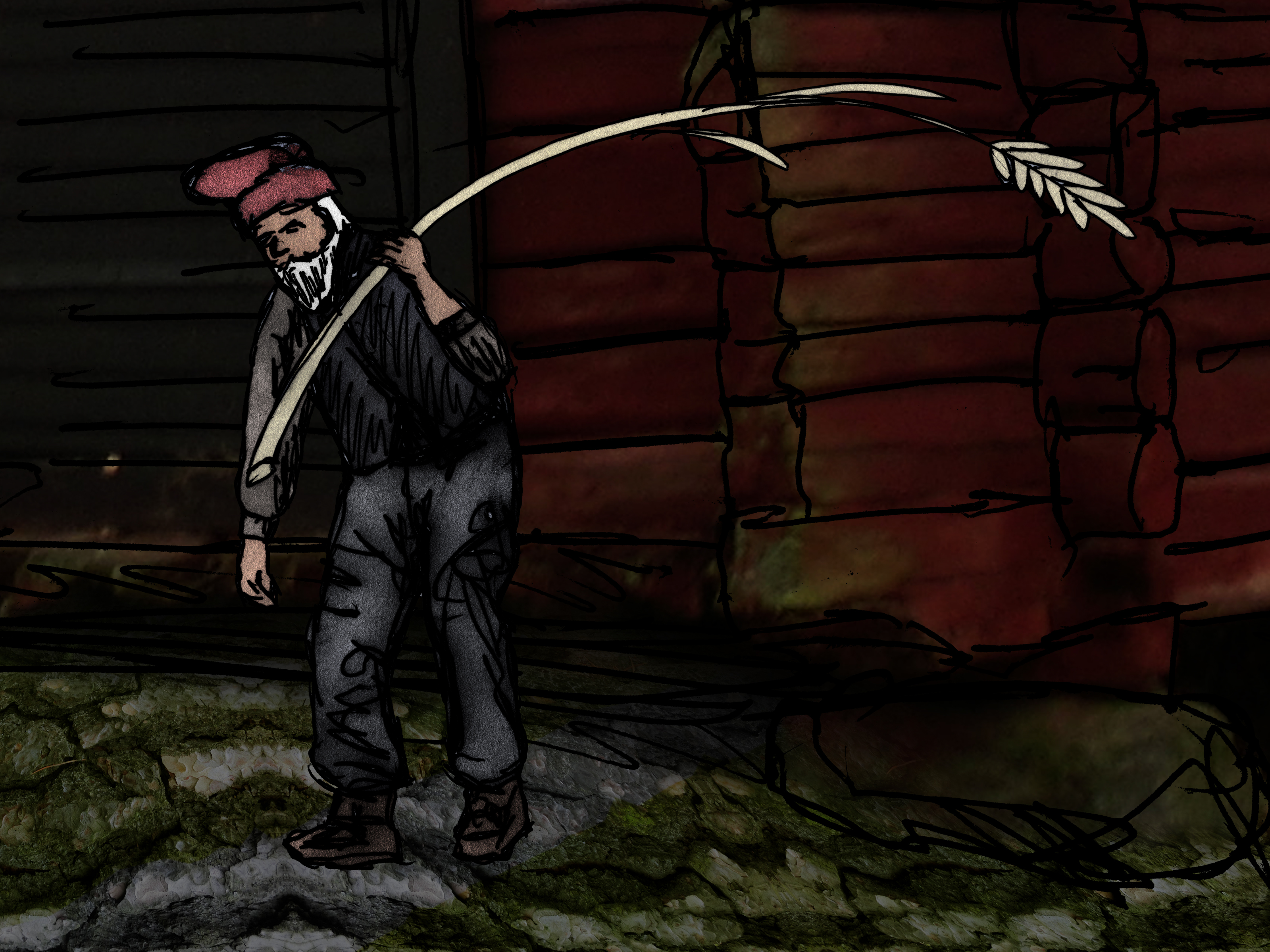
Gårdstomten, Gunnar Creutz, Falbygdens museum
Wapen van Nissedal

### Skovnisse
De skovnisse ("bos-nisse") is 80 cm groot en woont in de natuur. Het wezen draagt groene of bruine kleding.

### Skibsnisse
De skibsnisse ("scheeps-nisse") is in Duitsland bekend als Klabautermann. Het is een watergeest.

### Sætternisse
De sætternisse ("zet-nisse") verstopt drukfouten in boeken en tijdschriften. Deze zijn zo goed verstopt dat ze tijdens het proeflezen niet ontdekt worden.